# جبهة العمل الإسلامي (لبنان)
جبهة العمل الإسلامي، حزب إسلامي أسسه الداعية الدكتور فتحي يكن في لبنان سنة 2006 خلال عدوان تموز الصهيوني على لبنان، بعد ابتعاده عن الجماعة الإسلامية مع مجموعة من القيادات الإسلامية: كالشيخ بلال سعيد شعبان أمين عام حركة التوحيد الإسلامي، والشيخ هاشم منقارة رئيس مجلس القيادة بحركة التوحيد الإسلامي، والشيخ عبد الناصر جبري رئيس حركة الأمة، والشيخ الدكتور زهير عثمان الجعيد رئيس جبهة العمل المقاوم، والحاج عبد الله الترياقي أمين عام تيار الفجر، وغيرهم من القيادات.
لعبت الجبهة دوراً مركزياً في مواجهة الفتنة المذهبية والطائفية التي عصفت بلبنان أثر استشهاد الرئيس رفيق الحريري، وكانت للصلاة الجامعة في ساحة الشهداء التي صلى فيها الداعية فتحي يكن إماماً بجمع المسلمين سنة وشيعة دوراً في إخماد هذه الفتنة في تلك المرحلة.

## للإستزادة
- أسلحة الحرب الأهلية اللبنانية